# أندي والاس
أندي والاس (بالإنجليزية: Andy Wallace)‏ هو منتج أسطوانات وملحن ومهندس ومهندس الصوت أمريكي، ولد في 1947.

## وصلات خارجية
- أندي والاس على موقع ميوزك برينز (الإنجليزية)
- أندي والاس على موقع أول ميوزيك (الإنجليزية)
- أندي والاس على موقع ديسكوغز (الإنجليزية)